# Neuenrade
Neuenrade è una città di 11 663 abitanti della Renania Settentrionale-Vestfalia, in Germania.
Appartiene al distretto governativo (Regierungsbezirk) di Arnsberg ed al circondario della Marca (targa MK).